# Homem de Yuanmou
O Homem de Yuanmou chinês tradicional: 元謀人, chinês simplificado: 元谋人, pinyin: Yuánmóu Rén, Homo erectus yuanmouensis, é uma subespécie de hominídeo da espécie extinta Homo erectus.

## Descoberta
Esta subespécie foi identificada através de dois dentes incisivos encontrados próximo ao vilarejo de Danawu no Condado de Yuanmou chinês tradicional: 元謀縣, chinês simplificado: 元谋县, pinyin: Yuánmóu Xiàn, na província de Yunnan, sudeste da China. A descoberta ocorreu em 1º de maio de 1965 pelo geologista Fang Qian, que trabalhava para o Geological Mechanics Research Institute. Os restos fósseis foram foi datados em cerca de 1,7 milhão de anos, o que representou, há até pouco tempo, o mais antigo fóssil de ancestral humano achado na China e leste da Ásia.
Posteriormente, artefatos de pedra, pedaços de ossos de animais exibindo sinais de trabalho humano e cinzas de fogueiras também foram encontradas nas escavações do local. Os restos fósseis estão em exibição no Museu Natural da China, em Pequim.